# Darníus
Darníus (en catalán y oficialmente, Darnius) es un municipio español de la comarca del Alto Ampurdán, en la provincia de Gerona, comunidad autónoma de Cataluña.

## Datos básicos
- El término municipal tiene una extensión de 35 km² y se encuentra a una altitud de 193 m s. n. m.
- Tiene agregados los núcleos del barrio del Pantano, el Veïnat d'Amunt, Arnera, Ricardell y el Veïnat de Mont-roig.

## Localización y límites

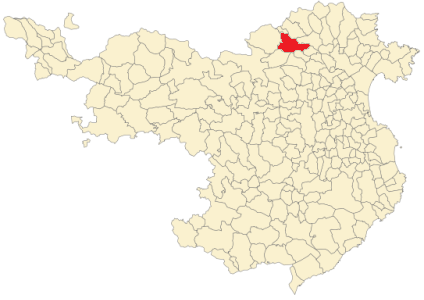
Situación de Darnius en la provincia de Gerona.

Está situado al noroeste de la comarca, en la llamada Garrocha Ampurdanesa. Sus límites son al norte Agullana, al este Viure, al sur Buadella y al oeste Massanet de Cabrenys.

## Geografía física
Su relieve es accidentado y variado por la sierra de la Albera. Además de los sistemas montañosos encontramos los valles de los ríos Arnera, Muga y Ricardell. Los dos primeros mueren en el pantano. El Ricardell baja hacia la Plana. Al este, el río Llobregat de Ampurdán bordea el término. Predominan los pinares y alcornocales.

## Economía local
Tradicionalmente el pueblo se dedicó a la agricultura de secano (cereales, viñas y olivos) y de regadío en el valle del río la Muga. Gracias al embalse de Darnius Boadella, el sector turístico ha reemplazado el pasado agrícola, ya que atrae a muchos turistas en busca del sol y aguas tranquilas, especialmente a turistas franceses.

## Demografía
Darníus cuenta con una población de 548 habitantes (INE 2024).
| Gráfica de evolución demográfica de Darníus entre 1842 y 2021 |
| |
| Población de derecho según los censos de población del INE Población de hecho según los censos de población del INEEntre el censo de 1857 y el anterior, crece el término del municipio porque incorpora a Montroig |

## Historia
El 1 de marzo de 2013 el municipio se declaró territorio catalán, libre y soberano.

## Lugares de interés
- Dolmen del Mas Puig de Caneres. Monumento megalítico funerario.
- Menhir "Pedra Dreta"
- Iglesia de Santa María
- Iglesia parroquial románica del siglo XIII
- Ermita de Sant Esteve del Llop. Situada a 3 km de Darnius en dirección a Maçanet de Cabrenys. De origen románico y reformada en el siglo XV.
- Castillo de Mont-roig. Situado en el "Veïnat de Mont-roig", a unos cuatro kilómetros de Darnius, en lo alto de la montaña del mismo nombre (con 301 m s. n. m.) que lo convierten en un mirador incomparable, situado entre los ríos Ricardell y Llobregat de Ampurdán. Las primeras fuentes que poseemos de su existencia son del año 1070. Fue posesión de los señores de Darníus. Está declarado bien de interés cultural.

### Pantano de Darnius

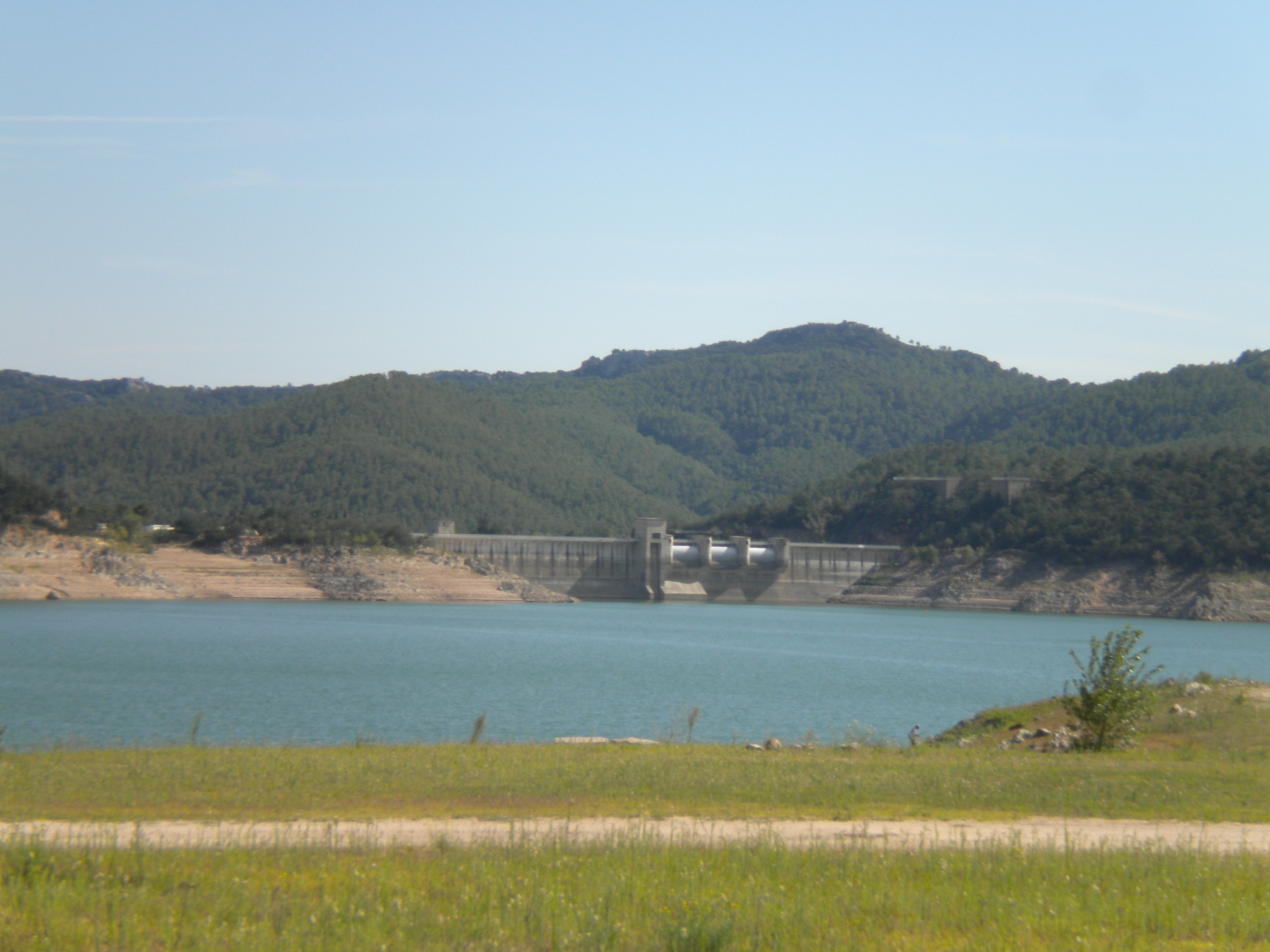
Pantano de Darnius en agosto de 2013.

Todo el embalse es de interés, pero especialmente las instalaciones del Club Náutico y la presa del pantano. El embalse cubre casi 100 ha. La presa mide 60 metros de altura desde el lecho del pantano, y 230 m de largo. Embalsa 62.000.000 m³ de agua que riegan 10 000 ha de la plana del Ampurdán. Asegura el abastecimiento de agua potable a Figueras. También se ha construido una central eléctrica capaz de producir 8.000.000 kW al año. Sobre la presa pasa una carretera que enlaza los dos lados y en circumvalación ofrece una magnífica vista panorámica.

## Hijos ilustres
- Florenci Pujol, empresario del corcho, padre de Jordi Pujol
- José María Gironella, escritor